# قادر خان
قادر خان هو كاتب سيناريو وممثل هندي (وحمل سابقاً جنسية الراج البريطاني)، ولد في 22 أكتوبر 1937 بكابل في أفغانستان. من الجوائز التي نالها جوائز فيلم فير.

## أعمال

### أفلام
- (1978) مقدار كا سكندر
- (1984) انقلاب
- (1994) أنا ماهر وأنت غير ماهر
- (2005) لا وقت للحب

## جوائز
- جوائز فيلم فير

## وصلات خارجية
- قادر خان على موقع IMDb (الإنجليزية)
- قادر خان على موقع ألو سيني (الفرنسية)
- قادر خان على موقع أول موفي (الإنجليزية)
- قادر خان على موقع قاعدة بيانات الفيلم (الإنجليزية)
- قادر خان على موقع كينوبويسك (الروسية)